# Киданівська сільська рада (Богуславський район)
| Киданівська сільська рада — колишній орган місцевого самоврядування у Богуславському районі Київської області з адміністративним центром у с. Киданівка. Сільській раді були підпорядковані населені пункти: - с. Киданівка |

## Склад ради
Рада складалася з 12 депутатів та голови.

### Керівний склад ради
| ПІБ                      | Основні відомості                                                         | Дата обрання     | Дата звільнення |
| ------------------------ | ------------------------------------------------------------------------- | ---------------- | --------------- |
| Зорич Борис Григорович   | Сільський голова, 1959 року народження, освіта вища.                      | 26.03.2006. 2016 | 31.10.2010      |
| Висотенко Ольга Левківна | Сільський голова, 1958 року народження, освіта вища, член Партії регіонів | 15.05.2011       | 2016            |

Примітка: таблиця складена за даними джерела